# Producción de Liga de la Justicia

Logo de Liga de la Justicia

La película de 2017 Liga de la Justicia tuvo una historia de producción problemática. Su guion y su fotografía sufrieron importantes cambios tanto antes como durante la producción, y hubo un cambio de directores. El resultado fue el estreno en cines de una versión muy diferente a cómo se había concebido la película durante la preproducción y la fotografía principal.
La mayoría de los cambios fueron impulsados por la recepción negativa de las anteriores entregas del Universo Extendido de DC (DCEU) Batman v Superman: Dawn of Justice y Escuadrón Suicida. La Liga de la Justicia había sido dirigida por el director Zack Snyder durante la mayor parte de su producción, pero Snyder renunció en mayo de 2017 durante la posproducción tras la muerte de su hija, y Joss Whedon tomó el relevo en ese momento, completando la película como codirector no acreditado. Whedon supervisó la reescritura del guion, los nuevos rodajes y otros cambios que añadieron un tono más brillante y más humor a la película, y redujo la duración a 120 minutos de acuerdo con un mandato de Warner Bros. Pictures. El estreno en cines de Liga de la Justicia fue un fracaso comercial, y tuvo una acogida desigual por parte de la crítica y el público, lo que llevó a Warner Bros. a revaluar el futuro del DCEU.
Cuando salieron a la luz detalles sobre la problemática producción de la película y el estado de la misma antes de que Snyder renunciara, algunos expresaron su interés en la idea de lanzar un corte alternativo que fuera más fiel a la visión de Snyder para la película. Los aficionados de la obra de Snyder, los miembros del reparto y del equipo, y otras figuras de la industria cinematográfica solicitaron el lanzamiento de esta "Snyder Cut" (Corte de Snyder). En ese momento, Warner declaró que no tenía planes de lanzar un corte alternativo de Liga de la Justicia. Sin embargo, el 20 de mayo de 2020, Zack Snyder confirmó personalmente que se estrenaría en HBO Max como Liga de la Justicia de Zack Snyder durante una fiesta de presentación de El hombre de acero. La película se estrenó el 18 de marzo de 2021.

## Guion original de Snyder/Terrio (2014-2016)
Tras el estreno de El hombre de acero (2013), Zack Snyder describió las bases del DC Extended Universe (DCEU), que se centraría en un arco de cinco películas que incluye "El hombre de acero", "Batman vs Superman" y una trilogía de Liga de la Justicia. Según la interpretación de Stephen M. Colbert de Screen Rant, la estructura de la franquicia habría sido la "inversa" del Universo Cinematográfico de Marvel. En lugar de películas en solitario que culminan en crossovers como en las películas de los Avengers, la idea de DC habría sido principalmente películas crossover con películas en solitario ocasionales en diferentes puntos del tiempo. La visión original de Snyder para la saga era que "Batman vs Superman" fuese una de las más oscuras de la franquicia, y que el resto de películas se volviesen con un tono más esperanzador desde allí. A pesar de esto, Snyder describe su guion original de Liga de la Justicia escrito en conjunto con Chris Terrio como "oscura" y "aterradora". Según el arte conceptual, las escenas que involucran Apokolips y los Nuevos Dioses fueron fuertemente influenciadas por la ciencia ficción y el trabajo de H. R. Giger.
Originalmente, Steppenwolf y sus parademonios iban a ser los villanos en Escuadrón Suicida controlando a Enchantress con las Cajas Madre, y Darkseid iba a ser el antagonista principal en Liga de la Justicia. Según Snyder, al menos parte de la película estaba destinada a explorar la "pesadilla" de Bruce Wayne (Una escena en "Batman vs Superman", donde Bruce Wayne tiene una visión del futuro, con un Gotham posapocalíptico, seguido de la aparición de Flash. Diciéndole que Lois Lane es la "clave" y le preocupa que sea "demasiado pronto").
En el guion inicial de Liga de la Justicia, una continuación de la "pesadilla" revelaría que Darkseid usaría un tubo de teletransportación para ir a la Batcueva y asesinar a Lois Lane. Esto habría hecho a Superman susceptible contra Darkseid con la Ecuación Anti-Vida, la fórmula matemática ficticia de los cómics para controlar las mentes de los seres sintientes. Con Superman bajo el control de Darkseid, logra apoderarse de la Tierra y crean un futuro posapocalíptico, resultando con la "pesadilla" de Wayne. Batman y Cyborg trabajarían juntos para crear una máquina del tiempo, para así enviar a Flash a un tiempo anterior para salvar a Lois y evitar que Superman cayese bajo el control de Darkseid. Flash tiene dos posibles destinos en el tiempo, uno de los cuales resultó en su discurso de "demasiado tarde" en Batman v Superman. Esta versión de Liga de la Justicia nunca fue filmada y ningún metraje de ella existe.

## El «Snyder Cut» (2016-2017)
Batman v Superman: Dawn of Justice obtuvo generalmente recepción negativa de los críticos (con una aprobación del 28% en Rotten Tomatoes), aunque el público le dio a la película una recepción más mixta (con un «B» de calificación en CinemaScore). Las críticas comunes de la película se centraron en su tono oscuro, falta de humor y ritmo lento. Esta reacción provocó que Warner Bros. y Snyder volvieran a evaluar las próximas películas en el DCEU, particularmente Escuadrón Suicida, que ya había empezado su fotografía principal, y Liga de la Justicia, que estaba a un mes de rodaje. Snyder y Terrio siempre habían planeado que las películas del DCEU se volvieran progresivamente más ligeras y positivas en tono, pero la reacción a Batman v Superman hizo que reescribieran Liga de la Justicia con un tono aún más esperanzador de lo originalmente planeado. En el primer encuentro del director fotógrafo Fabian Wagner con Snyder, dijo que quería «alejarse de las miradas estilizadas, desaturadas y de superalto contraste de otras películas de la franquicia».
Warner contrató a Jon Berg y Geoff Johns para supervisar el DCEU, y su primera tarea consistió en ayudar con la reescritura de Liga de la Justicia para hacer que fuera más optimista y esperanzadora. El actor de Batman, Ben Affleck, fue contratado para ayudar con la reescritura del guion y también como productor ejecutivo en Liga de la Justicia, principalmente para garantizar la continuidad entre la película y The Batman, que, —se esperaba que— protagonizaría y dirigierese en ese momento. Jeremy Irons, el actor que interpretó a Alfred Pennyworth y que fue un crítico abierto de Batman vs Superman, dijo que el guion del «Snyder Cut» era más simple, más pequeño y más lineal que su predecesora. Debido a la reescritura de Liga de la Justicia, Steppenwolf fue eliminado como el villano principal de Escuadrón Suicida y reemplazado en último momento por Incubus, hermano de Enchantress. La fotografía principal se filmó completamente como una película de 35mm y se envolvió en diciembre de 2016.
Meses después, múltiples cortes de Liga de la Justicia de Snyder fueron mostrados a los ejecutivos de Warner, además de amigos y familiares del director. Se logró un tiempo de duración final y bloqueo de imagen, aunque los cortes tenían tomas de efectos visuales incompletas y mezcla parcial de audio. El compositor Junkie XL terminó la música antes de dar un paso al costado.
Durante un evento, Snyder dijo que tenía varios cortes que esencialmente fueron «terminados», que solo necesitaban «unos pocos ajustes de CGI» para ser completados, pero que finalmente dependía de Warner estrenarlos. Mark Hughes, colaborador de Forbes y guionista de cine informó que el corte tenía más del 90% completado, mientras que The Telegraph citó a un experto en efectos visuales que estimó que el estudio necesitaría otros $ 30-40 millones para terminar la película. Esta versión mayormente terminada de Liga de la Justicia es lo que a menudo se conoce como el «Snyder Cut» (Corte de Snyder). Citando a varios miembros del equipo de Liga de la Justicia «en varios niveles» como su fuente, Kevin Smith describió el estado del corte y dijo:
«Cuando las personas escuchan ‹Snyder Cut› en sus cabezas, piensan, como, que es un DVD que han visto de un corte extendido o algo terminado. El ‹Snyder Cut› que, una vez más, no he visto, pero del que he oído hablar a todos nunca fue una película terminada. Era una película que la gente en producción podía ver y llenar los espacios en blanco. Ciertamente no estaba destinado al consumo masivo.»
Se supone que el «Snyder Cut» dura 214 minutos (aproximadamente tres horas y media). El marco básico de la historia de Liga de la Justicia de Snyder se mantuvo en gran medida para el estreno en cines: Batman y Wonder Woman buscan a los otros metahumanos, forman un equipo, resucitan a Superman y derrotan a Steppenwolf en una batalla final en Rusia. Sin embargo, docenas de escenas adicionales, historias de fondo, mitos, elementos de construcción del mundo, nuevos personajes y adelantos de las próximas películas estuvieron presentes en el «Snyder Cut», pero no en el lanzamiento final. El aspecto del viaje en el tiempo del borrador original de Snyder y Terrio se mantuvo para el «Corte de Snyder», pero a menor escala. En esta versión, Cyborg no puede detener «La Unidad» y Flash viaja en el tiempo para darle una segunda oportunidad. Pasó más tiempo presentando a los tres nuevos personajes principales al DCEU: Flash, Aquaman y Cyborg. El «Snyder Cut» también introdujo varios personajes secundarios nuevos de los cómics originales, incluyendo: Darkseid; antagonista de la Liga de la Justicia (interpretado por Ray Porter), el maestro torturador; Desaad (interpretado por Peter Guinness), el mentor y entrenador de Aquaman; Nuidis Vulko (interpretado por Willem Dafoe), el científico Ryan Choi que toma el manto de Atom en los cómics (interpretado por Ryan Zheng), la madre de Cyborg; Elinore Stone (interpretada por Karen Bryson), el interés amoroso de Barry Allen; Iris West (interpretado por Kiersey Clemons) y el alienígena cambiante de formas Martian Manhunter (interpretado por Harry Lennix). Otros personajes secundarios tuvieron tiempo de pantalla adicional y papeles más importantes en el «Snyder Cut», incluyendo: el antagonista de Superman Lex Luthor (interpretado por Jesse Eisenberg), el padre de Cyborg; Silas Stone (interpretado por Joe Morton), la guerrera atlante Mera (interpretada por Amber Heard), la reportera e interés amorosa de Superman; Lois Lane (interpretada por Amy Adams), y el antagonista de Wonder Woman; Ares (interpretado por Nick McKinless).
Los ejecutivos de Warner que vieron el corte, notaron que Snyder hizo esfuerzos significativos para aligerar el tono luego de las críticas de Batman vs Superman. Después del lanzamiento de Aquaman, mientras que la película era más suave que el tono anticipado del «Snyder Cut», se decía que el personaje de Aquaman era más consistente con la representación de Snyder que con la de Whedon. A pesar de esto, Warner todavía estaba descontento con los resultados y los informes internos dijeron que las fuentes de Warner Bros. consideraron el corte «imposible de ver». Los dos primeros avances de Justice League utilizaron imágenes de lo filmado por Snyder antes de las contribuciones de Whedon, y fueron sujetos de una recepción mixta. Neil Daly, quien supervisó las proyecciones de prueba, dijo que las audiencias que pudieron verla, clasificaron a Batman y Superman como los más lentos del elenco principal. En julio de 2018, The Wall Street Journal reportó que Warner no tiene planes de lanzar un corte alternativo de Justice League. En noviembre de 2019, tanto The Hollywood Reporter como Variety informaron de forma independiente que Warner no tenía planes de lanzar el "Snyder Cut", y este último citó a una fuente interna que dijo: "Eso es un sueño imposible. No hay manera de que pase".

### Movimiento #ReleaseTheSnyderCut
Inmediatamente después del lanzamiento en cines de Justice League, los fanáticos crearon una petición en línea para lanzar el «Corte de Snyder» que obtuvo más de 180 000 firmas. El movimiento, que usa el hashtag #ReleaseTheSnyderCut en las redes sociales, comenzó antes de que los fanáticos tuvieran conocimiento de que un corte de la película de la Liga de la Justicia de Snyder realmente existía. El movimiento se encendió por la reacción divisiva hacia el corte final, al saber que Snyder dejó los deberes de dirección y el corte final de la película quedó en manos de Joss Whedon así cómo la suposición de que Whedon creó una cinta de calidad inferior. Las circunstancias se han comparado con una situación similar con la película Superman II (1980). Tanto Justice League como Superman II cuentan con un director que fue reemplazado, por diferentes razones, antes de la finalización de la película, lo que llevó a que entrara un segundo director y realizara cambios sustanciales en el tono de cada película. Aunque el razonamiento detrás de la partida de cada director difiere, Richard Donner pudo completar su corte de Superman II en 2006. Algunos asumieron que un corte alternativo de la Liga de la Justicia era inevitable porque históricamente varias de las películas de Snyder se han reeditado como cortes extendidos para los medios domésticos (Watchmen, Batman v Superman: Dawn of Justice) a menudo vistos por los críticos como superiores a la versión original. La Liga de Justicia MISH y la tripulación han mostrado apoyo para la liberación de "corte de Snyder", incluidos los actores Jason Momoa, Ciarán Hinds, Shawn Robbins, analista jefe de BoxOffice.com sugirió que el tamaño del movimiento era demasiado pequeño para hacer un impacto, afirmando: "Otro corte de la liga de la justicia" simplemente no parece ser algo que muchos fuera de la base de los fanáticos de la matanza se alteran para ver". "Elaboró: "El tipo de ego viene en donde, como, no, ningún estudio se pondrá en una posición de parecer que hicieron la decisión equivocada. Digamos que se terminó, lo dejaron, todos lo aman, 'Oh, Dios mío, esta debería haber sido la película". Que pone a los trabajos en riesgo en el alto nivel. ¿Derecha? Y así, justo allí, no está sucediendo". escribiendo para Forbes, Scott Mendelson sugirió que sería más probable para las audiencias. Suponiendo que el liderazgo corporativo sea lo que impide la liberación de un "corte Snyder", los fanáticos se han completado directamente a nuevas cifras relacionadas con Warner para exigir su liberación. En junio de 2018, los fanáticos se acercaron a los ejecutivos en AT&T después de una fusión entre la  empresa y Warner; En junio de 2019, llegaron a New Warner al igual que con cualquier contingente, existen a los dos extremistas y a los individuos con cabeza de nivel en sus rangos". Bob Rehak, profesor asociado de Swarthmore College y presidente de estudios de cine y medios, dijo que fandoms como #ReleaseTheSnyderCut se rebelan cuando se realiza un cambio importante en algo que aman, y que esta reacción generalmente proviene de una subsección más pequeña del fandom, "[pinta] a toda la comunidad con un pincel muy amplio".

### Esquema desechado de Snyder deJustice League 2y3
Los guiones para Liga de la Justicia 2 y Liga de la Justicia 3 para seguir la Liga de la Justicia de Snyder nunca se escribieron y nunca se les asignaron escritores, pero Snyder tenía un plan para sus historias y el artista de cómics Jim Lee dibujó tablas de desglose para ellos. Se esperaba que la producción comenzara poco después del lanzamiento de Liga de la Justicia, pero el trabajo en Liga de la Justicia 2 se retrasó indefinidamente en diciembre de 2017 a favor de una película independiente de Batman. Después del fracaso comercial de Liga de la Justicia hizo que Warner reconsiderara su estrategia DCEU y se alejara de la visión de Snyder, Snyder y miembros del elenco y el equipo comenzaron lentamente a filtrar detalles sobre su plan de trilogía Liga de la Justicia. Esos detalles incluyen:
- Después de burlarse de Darkseid en el "Snyder Cut", habría sido el villano principal de Liga de la Justicia 2.[68]
- Batman iba a morir.[71][72]
- Se esperaba que Linterna Verde apareciera en Liga de la Justicia.[68] El productor Charles Roven se rumoreaba que estaba interesado en tener a Mark Wahlberg para interpretar a Hal Jordan, aunque nunca fue elegido oficialmente en el papel.[73][74]
- Snyder dijo que la escena en Batman v Superman con cruces sobre el cadáver de Superman era una referencia críptica a los eventos en Liga de la Justicia 2.[75]
- El "Knightmare" habría sido importante para la trama.[67] Los planes de Snyder para el futuro de "Knightmare" se inspiraron libremente en la trama del videojuego de 2013 Injustice: Dioses entre nosotros.[76]
- Liga de la Justicia se habría inspirado en la historia cruzada de DC de Grant Morrison de 2008-2009 "Crisis final".[71][77]
- Mientras estaba en el set de Star Wars: El ascenso de Skywalker en Pinewood Studios - donde también se creó Justice League - Kevin Smith se reunió con algunos del equipo que trabajó en las películas de Snyder y aprendió sobre lo que el futuro habría tenido. Reveló que Liga de la Justicia 2 debía terminar en una derrota, comparándolo con las películas Star Wars: Episodio V - El Imperio contraataca y Avengers: Infinity War.[69][78]
- Smith también dijo que Liga de la Justicia 3 se habría ambientado por completo en la Tierra posapocalíptica "Knightmare" que se ve en la secuencia de sueños de Bruce Wayne en "Batman v Superman", con una sinopsis aproximada de lo que es "La última posición de los héroes contra Darkseid y las fuerzas de Apokolips".[69][78]

En enero de 2019, Zack Snyder lanzó una camiseta como recompensa por donar a una campaña de micromecenazgo con todas las ganancias destinadas a la Fundación Americana para la Prevención del Suicidio. Se dice que su diseño, que se asemeja al Árbol de la vida, contiene la trama de su arco de cinco películas que incluye una trilogía planificada de la Liga de la Justicia dentro de un mosaico de símbolos y frases crípticas. El reverso de la camisa tiene una cita de Joseph Campbell, profesor de literatura estadounidense famoso por su creación del Viaje del héroe, que dice: "Todos los dioses, todos los cielos, todos los infiernos, son dentro de ti".

## Corte teatral (2017)
Después de desaprobar la dirección de "Snyder Cut", Warner contrató al cineasta Joss Whedon (The Avengers, Avengers: Age of Ultron) para volver a escribir el guion y ayudar con unas amplias re-sesiones. (Sin embargo, puede haber sido contratado antes de lo informado, para unirse a una sala de escritor más grande.) El CEO de Warner Kevin Tsujihara ordenó que la duración de la "Liga de la Justicia" no exceda las dos horas. Según los informes, la compañía cinematográfica también decidió no retrasar la fecha de lanzamiento (lo que habría permitido a los cineastas más tiempo para completar correctamente Liga de la Justicia), en parte para que los ejecutivos pudieran mantener sus bonos anuales, y en parte porque les preocupaba que AT&T pudiera disolver el estudio después de una próxima fusión, lo que podría provocar que la película incompleta se descartara por completo. Snyder también puede tener rechazó un o para retrasar la fecha de lanzamiento. Se esperaba que filmara las escenas que Whedon reescribió, y estaban trabajando juntos para arreglar la película de acuerdo con las solicitudes del estudio cuando la hija de Snyder, Autumn Snyder, murió por suicidio en marzo de 2017. Continuó trabajando en Justice League durante dos meses después de la tragedia para distraerse, antes de renunciar finalmente en mayo de 2017. Su esposa Deborah Snyder que estaba produciendo Liga de la Justicia también se alejó del proyecto. Hubo algunos informes, sin embargo, de que Snyder pudo haber sido despedido silenciosamente del proyecto en enero o febrero de 2017, meses antes del suicidio de su hija y su salida oficial del proyecto. Una vez que Snyder se fue, Whedon asumió el control total sobre la co implementación del corte teatral de Justice League. El jefe de operaciones Toby Emmerich de Warner dijo en ese momento:
 "La dirección es mínima y tiene que adherirse al estilo, el tono y la plantilla que estableció Zack. No presentaremos ningún personaje nuevo. Son los mismos personajes en algunas escenas nuevas. Le está dando el testigo a Joss, pero el curso realmente ha sido establecido por Zack. Todavía creo que a pesar de esta tragedia, todavía terminaremos con una gran película".
De acuerdo con las limitaciones de tiempo de ejecución de Warner, el corte teatral de la "Liga de la Justicia" tiene exactamente 120 minutos (dos horas) de duración, incluidos los créditos. Whedon agregó casi 80 páginas nuevas al guion. Wagner estima aproximadamente que el corte teatral usa solo alrededor del 10% de la fotografía principal que tomó. El compositor Junkie XL completó su banda sonora antes de ser reemplazado por Danny Elfman (Spider-Man,  Batman) a mitad de la postproducción.
Todas las escenas regrabadas se filmaron digitalmente, utilizando un  Arri Alexa 65. Las escenas para las que Whedon escribió o regrabó el estreno teatral y agregó un tono y humor más brillantes, y redujo el nivel de violencia visto en la dirección más oscura de Snyder. Para cumplir con el tiempo de ejecución obligatorio, más de 90 minutos de metraje del "Corte de Snyder" se eliminó, pero el resultado todavía se adhirió al esquema básico de la historia establecida por Snyder. Si bien el "corte de Snyder" fue mal recibido por el público de prueba, la proyección inicial del corte de Whedon obtuvo un puntaje tan alto como Wonder Woman lo hizo con el público de prueba, por lo que Warner decidió mudarse adelante con él.
Tras su lanzamiento, el corte teatral de Liga de la Justicia recibió críticas mixtas. Varios críticos lo describieron como una "película Frankenstein", similar a el monstruo de Frankenstein, que se compone de diferentes partes del cuerpo humano, Justice League fue muy obviamente el trabajo de dos directores diferentes con visiones opuestas para el producto terminado. Warner decidió alejarse de la visión de Snyder de un universo compartido de películas interconectadas y centrarse en películas independientes y franquicias en solitario. La secuela previamente anunciada de La Liga de la Justicia programada para un lanzamiento en 2019 se retrasó indefinidamente. Similar a las consecuencias después de "Batman v Superman", Warner inició una reestructuración de ejecutivos entre finales 2017 y mediados de 2018, antes del lanzamiento de la próxima película de DCEU, Aquaman. Tanto Jon Berg como Geoff Johns, que fueron contratados como copresidentes y co-corredores del DCEU después de "Batman v Superman" para volver a encarrilar la franquicia, partieron DC Films en el finales de 2017. A principios de 2018, Berg y Johns fueron reemplazados por Walter Hamada (It, The Conjuring) y Chantal Nong. la directora de casting de Warner, Lora Kennedy, partió en mayo de 2018. The Hollywood Reporter citó a una fuente cercana a la estación que dijo que Hamada "entró en un shitshow, y está tratando de limpiarlo". Actualmente, varios actores de DCEU ya no están unidos a la franquicia después de Liga de la Justicia, incluyendo Henry Cavill (Superman), Jesse Eisenberg (Lex Luthor) y Ben Affleck (Batman), con varios otros en cuestión.